# Themisto compressa
Themisto compressa är en kräftdjursart som beskrevs av Goës 1866. Themisto compressa ingår i släktet Themisto och familjen Hyperiidae. Arten är reproducerande i Sverige. Inga underarter finns listade i Catalogue of Life.